# 丸の内ビルディング

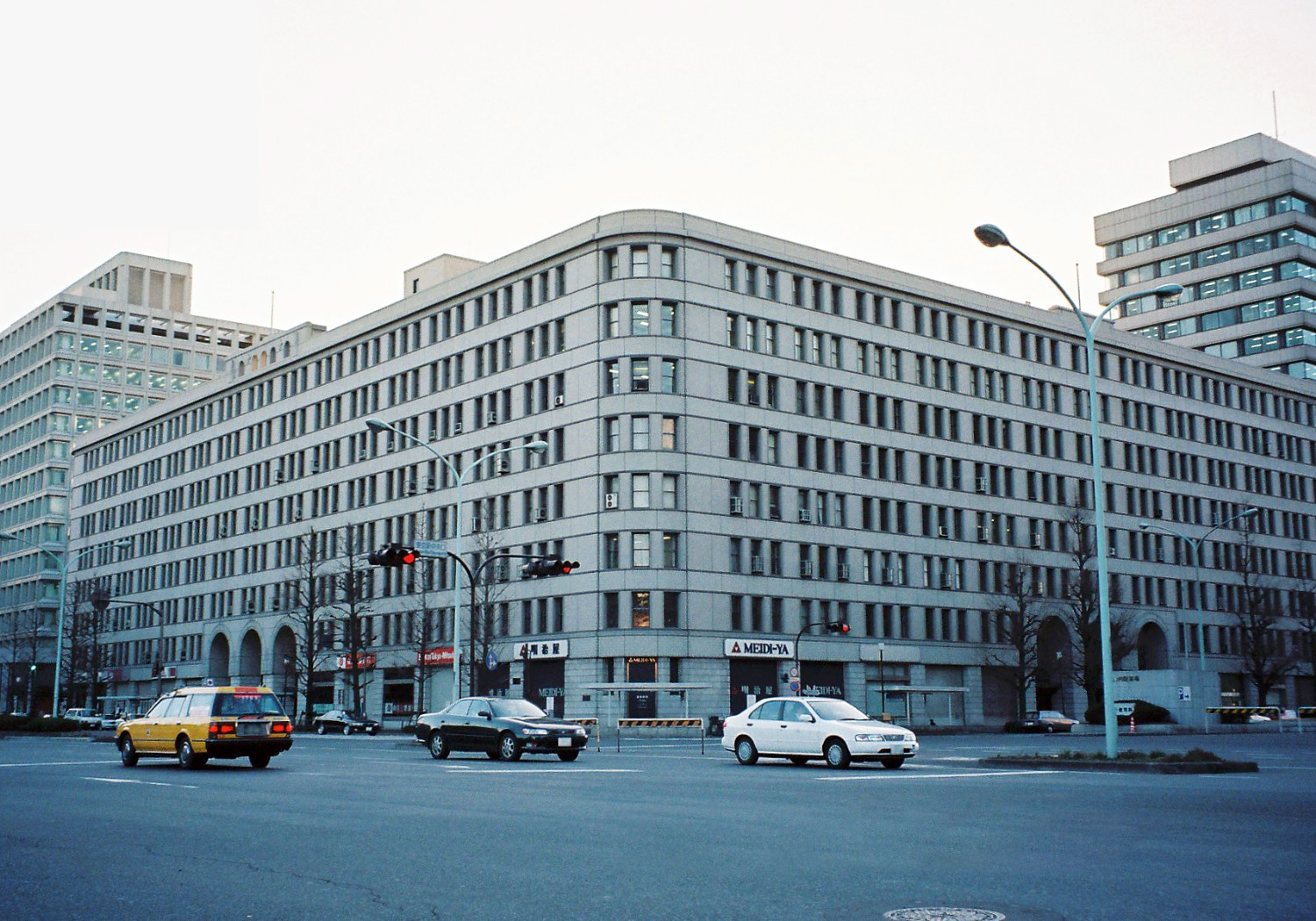
旧丸ノ内ビルヂング（1997年1月撮影）

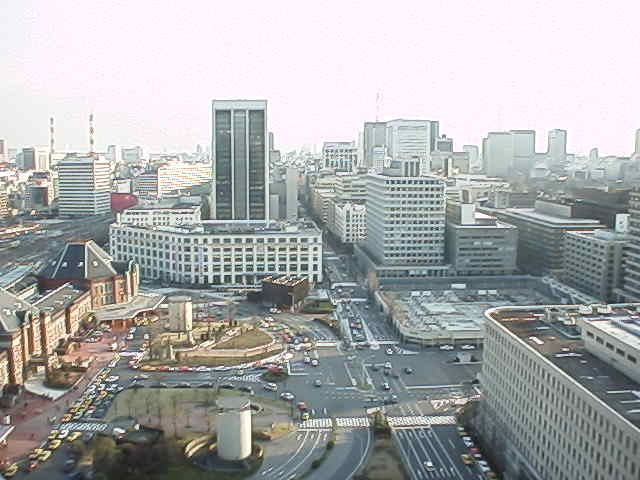
建て替え工事中の様子（1999年3月撮影）

丸の内ビルディング（まるのうちビルディング）は、東京都千代田区丸の内二丁目に所在する超高層ビル。略称は丸ビル。三菱地所が所有し、地下1階〜6階・35階・36階は商業施設となる。

## 歴史
1923年（大正12年）、江戸時代には備前岡山藩松平家（池田）の屋敷があったこの地に、桜井小太郎の設計で「丸ノ内ビルヂング」が建てられた（写真で見ると8階建て。地下1階地上9階）。だが、同年に起こった関東大震災に被災し、1925年（大正14年）再度完成している。
昭和戦前期では最大のビルであり、「東洋一のビル」といわれ、低層階を一般客に開放し、ショッピングモールなどを展開する形態も、丸ビルが日本で先駆的に導入したものだった。近代的なイメージから、1929年（昭和4年）に発売された『東京行進曲』など多くの歌や小説の舞台にもなり、当時を代表する巨大な建築物であったため、建造物の大きさの比較単位として「丸ビル何杯分」などと引用されることもあった（のちの、霞が関ビルや東京ドーム何杯分といったところである）。
1995年（平成7年）、三菱地所は耐震性能の低下などを理由に丸ビルの建替えを発表した。これを受け、97年に日本建築学会は保存要望書を三菱地所に提出した。しかし、要望は通らず、99年に丸ビルは取り壊され、2002年（平成14年）「新しい丸ビル」が竣工した。道路をはさんだ向かい側に新丸ノ内ビルヂング（新丸ビル）が所在し、まぎらわしい状態にあったが、04年に新丸ビルも取り壊され、2007年（平成17年）「新しい新丸ビル（新丸の内ビルディング）」が竣工している。
丸ビルの建替えにあたっては、隣接する三菱商事ビルとあわせて、都市計画の特定街区制度を活用し、都市計画の指定容積率を超える大規模・高層化を行った。旧丸ビルの松杭約5400本をリサイクルするなど、再資源化も徹底している。なお、三菱地所はこのほかにも同社が丸の内に所有する6棟のビルの建て替えを順次進めたが、その中の東京ビル、新丸ビル、丸の内パークビルディングについては、「大手町・丸の内・有楽町地区」に指定されている都市計画の特例容積率適用区域制度を活用して、東京駅赤レンガ駅舎（3階建てに復原）敷地における未利用分容積率の一部を分割して各敷地に移転して、各指定容積率を超える高層大規模建築化が図られた。
建て替えから20年を迎えるにあたって、2022年（令和4年）秋から23年春にかけ、初となる大規模な改装を行う。3階にラウンジを併設した複合型書店「TSUTAYA BOOKSTORE MARUNOUCHI」などが出店したほか、地下1階のフードゾーン「マルチカ」は23年春に全面改装してオープンする。

## 年表
- 1890年（明治23年） - 三菱が丸の内の陸軍省用地を政府から128万円で払い受ける。
- 1894年（明治27年） - ジョサイア・コンドル設計により三菱一号館が竣工される。（以後、ビジネス街として開発される）
- 1920年（大正9年）7月 - 丸ノ内ビルヂングの建設に着工する。（三菱合資会社地所部とフラー社からなる、フラー建築株式会社の施工）
- 1923年（大正12年）
  - 2月20日 - 丸ノ内ビルヂングが竣工する。
  - 関東大震災では外壁や構造などに損害を受けたが、丸の内地区のほかの建造物と同様、被災者救援の拠点の一つとなり、その後大改修して1926年利用再開。
- 1937年（昭和12年） - 12月27日 - 東京駅との間に地下道が設けられる。
- 1952年（昭和27年） - 道路の向かい側に新丸ノ内ビルヂングが竣工（戦前から計画があったが戦争の激化のため中止されていたもの）。
- 1995年（平成7年） - 三菱地所は耐震性能の低下などを理由に建替えを発表する。
- 1997年（平成9年） - 日本建築学会は三菱地所に「丸の内ビルディングの保存に関する要望書」を提出する。
- 1999年（平成11年） - 三菱地所は旧丸ビルを取壊して、建替えに着手する。
- 2002年（平成14年）9月6日 - 地上180m、37階建てビルとなって、全面を改装してオープンする。下層には先代丸ビルの面影を残した超高層ビルになった。名称も「丸ノ内ビルヂング」から「丸の内ビルディング」に改称した。ちなみに、グランドオープン時のキャッチフレーズは「日曜日なのに、東京駅に降りていた。」であった。
- 2002年（平成14年） - 第12回 日本建築美術工芸協会主催 AACA賞を受賞（三菱地所）。

## 主な入居企業
- 7,9-10階:名古屋商科大学大学院
- 10階:エフレジ東京支社
- 15階:岩田合同法律事務所
- 21階:ブルームバーグ
- 24階:ビザ・インターナショナル
- 25階:日本ガイシ東京本部
- 27階:パーソルキャリア
- 29階:イビデン東京支店
- 30階:久光製薬東京本社（登記上の本店は佐賀県鳥栖市）
- 33階:アリックスパートナーズ、TANAAKK株式会社、株式会社ルシアン

## ギャラリー

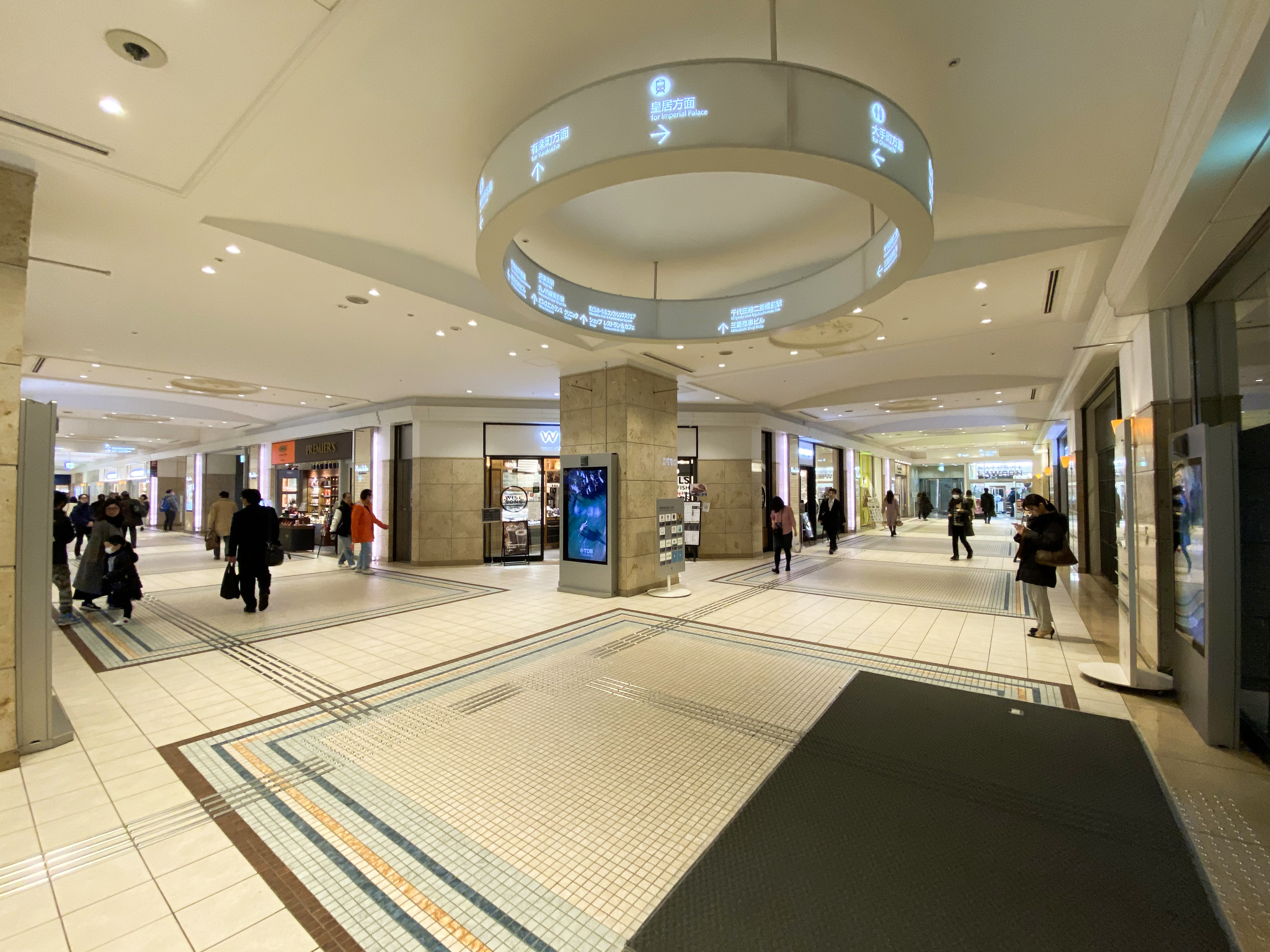
B1階
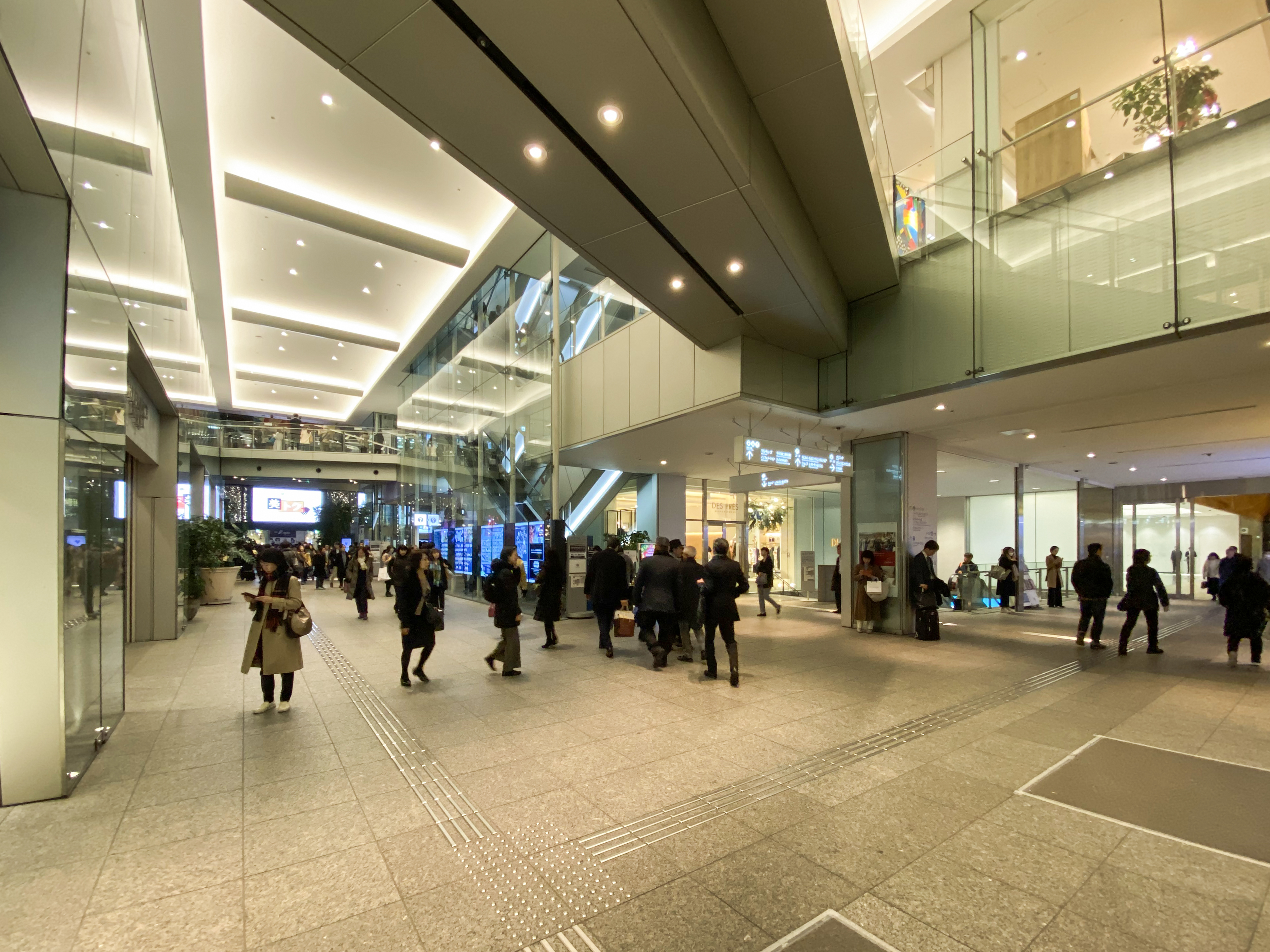
1階
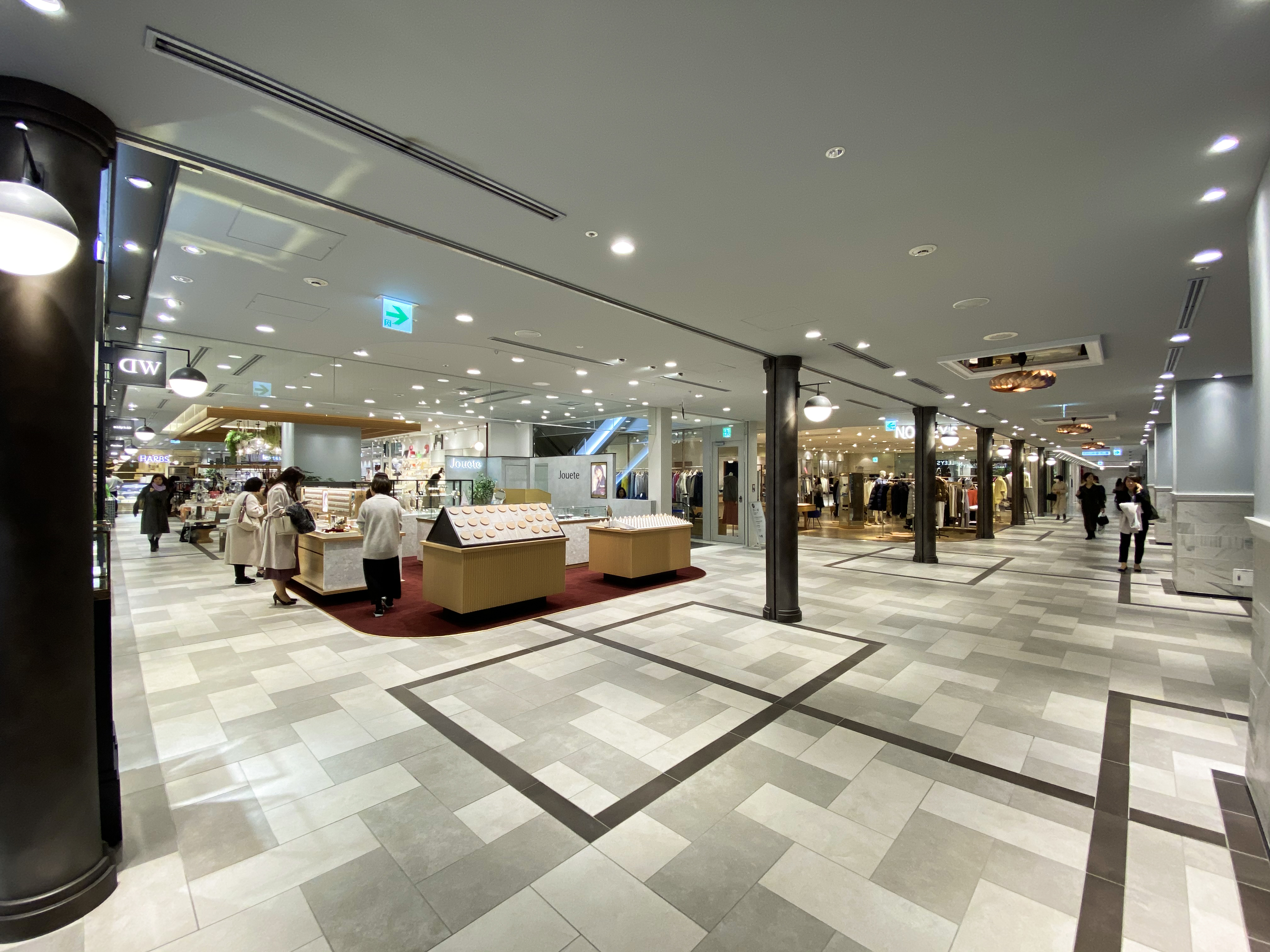
3階
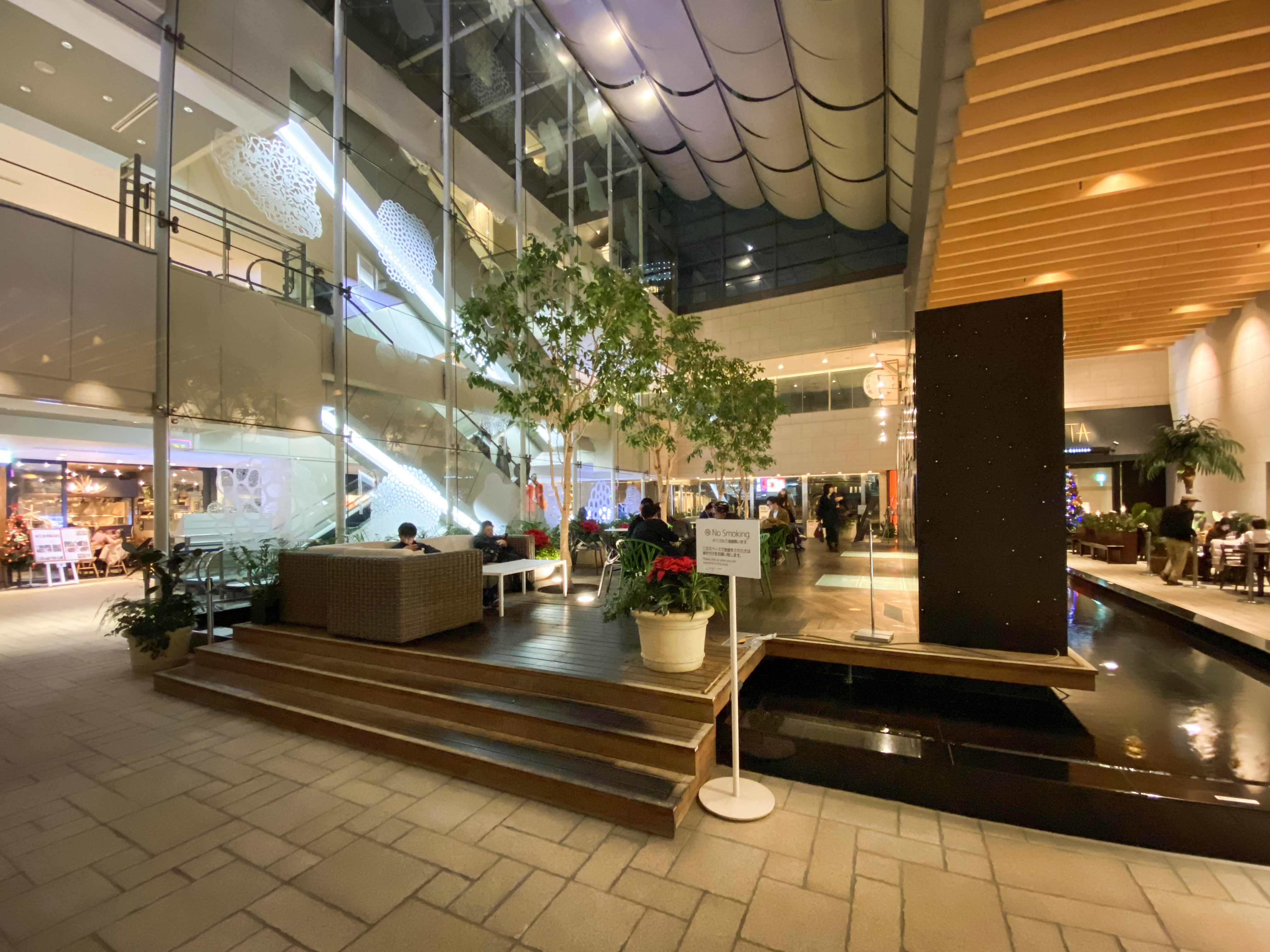
5階
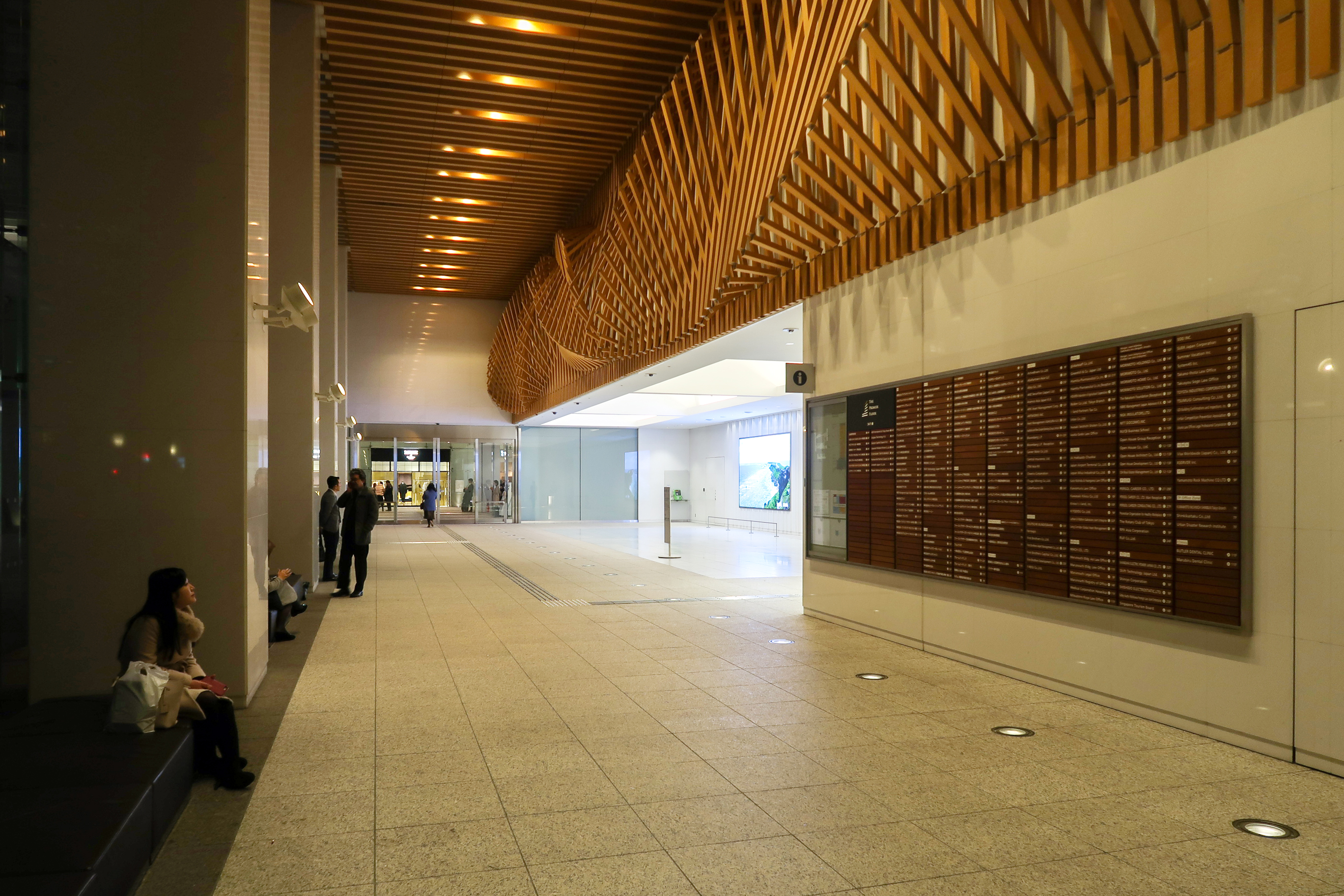
オフィスロビー